# (68) Léto
Pour les articles homonymes, voir Léto (homonymie).
(68) Léto (désignation internationale (68) Leto) est un astéroïde de la ceinture principale découvert par Robert Luther le 29 avril 1861.
Léto est un astéroïde de type S.
Son nom fait référence à Léto, la mère d'Apollon et d'Artémis dans la mythologie grecque.

## Compléments